# Aletta Jacobs

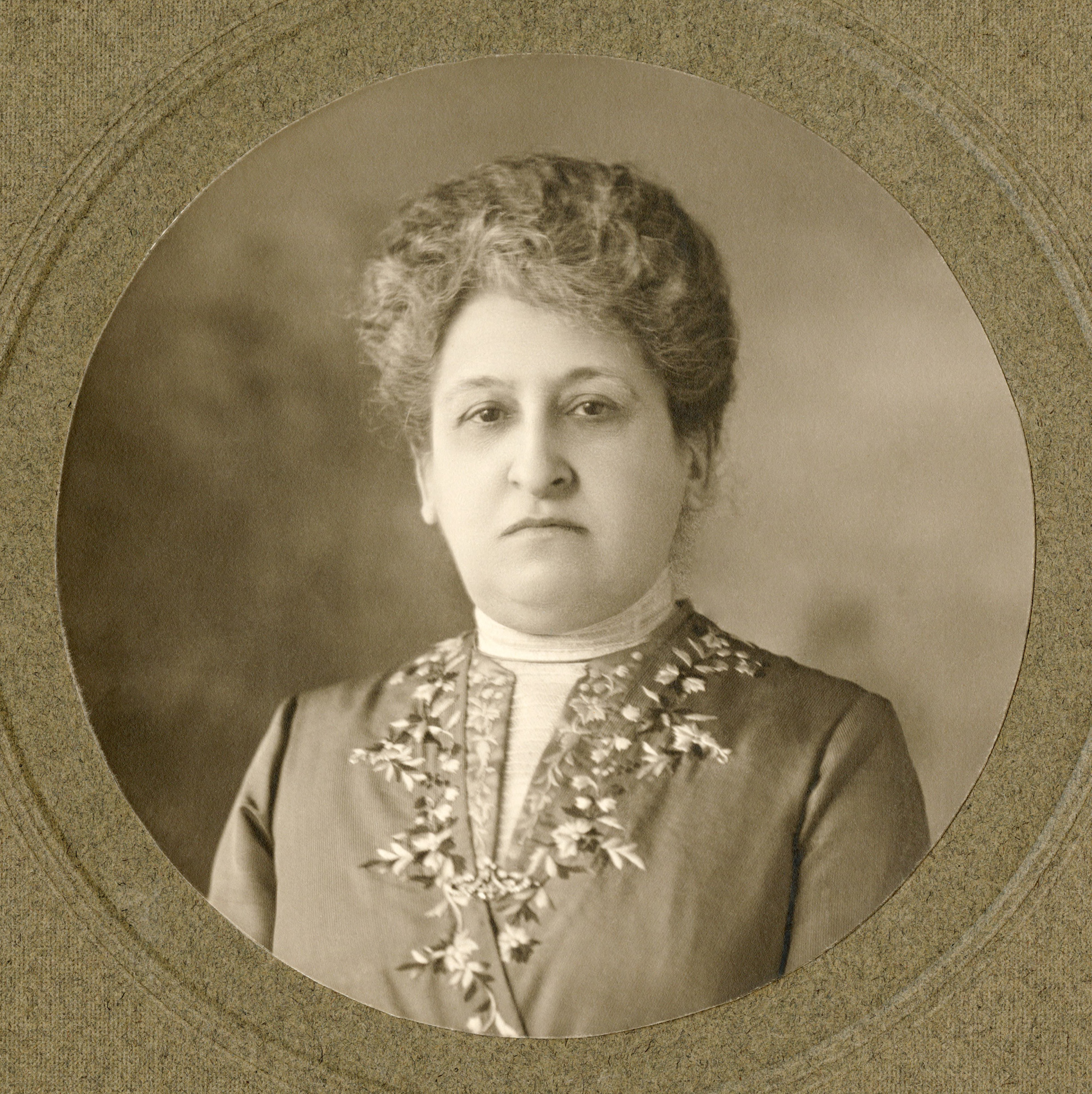
Aletta Jacobs, zwischen 1895 und 1905, fotografiert von Max Büttinghausen (1847 – 1906)

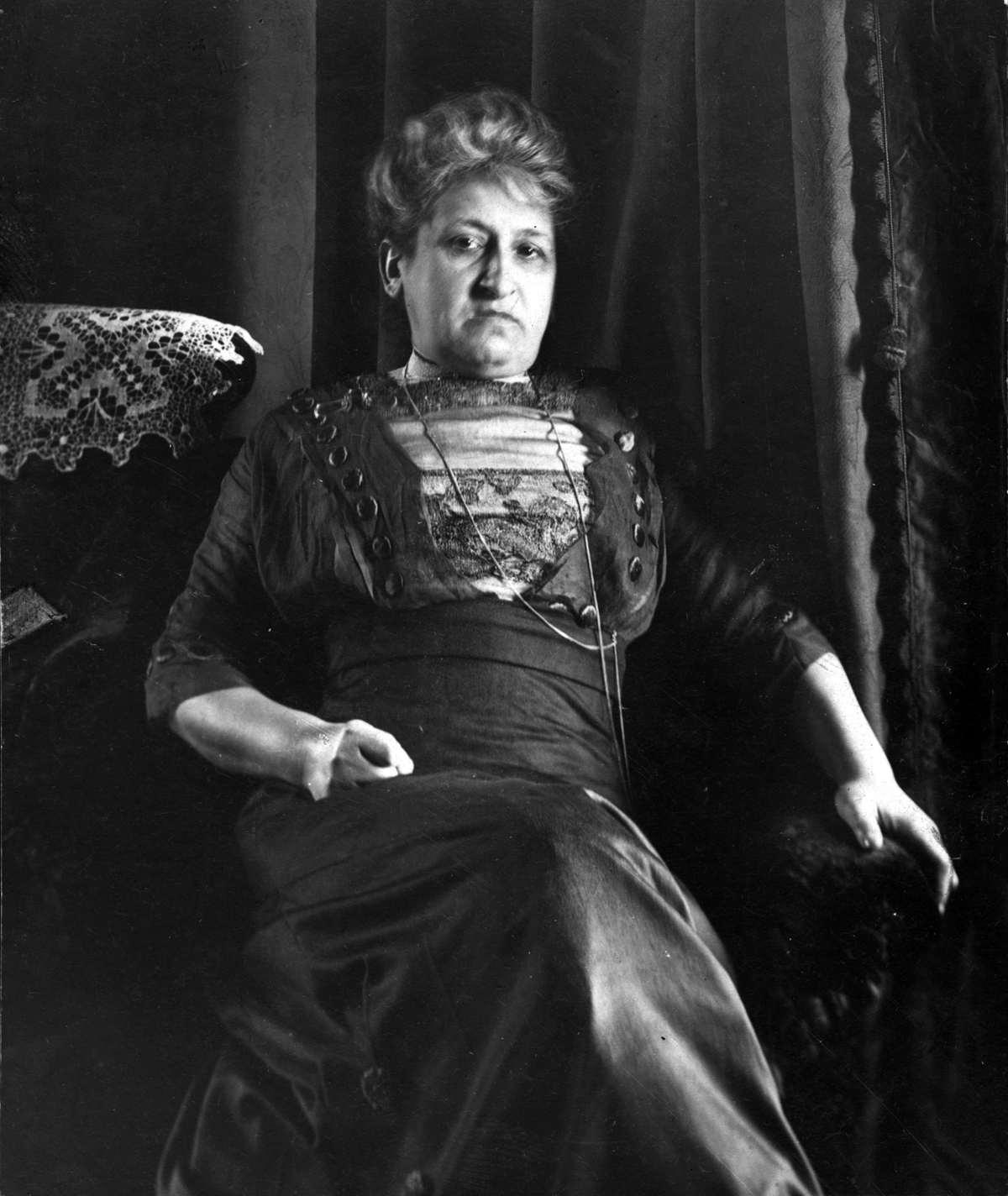
Aletta Jacobs 1912

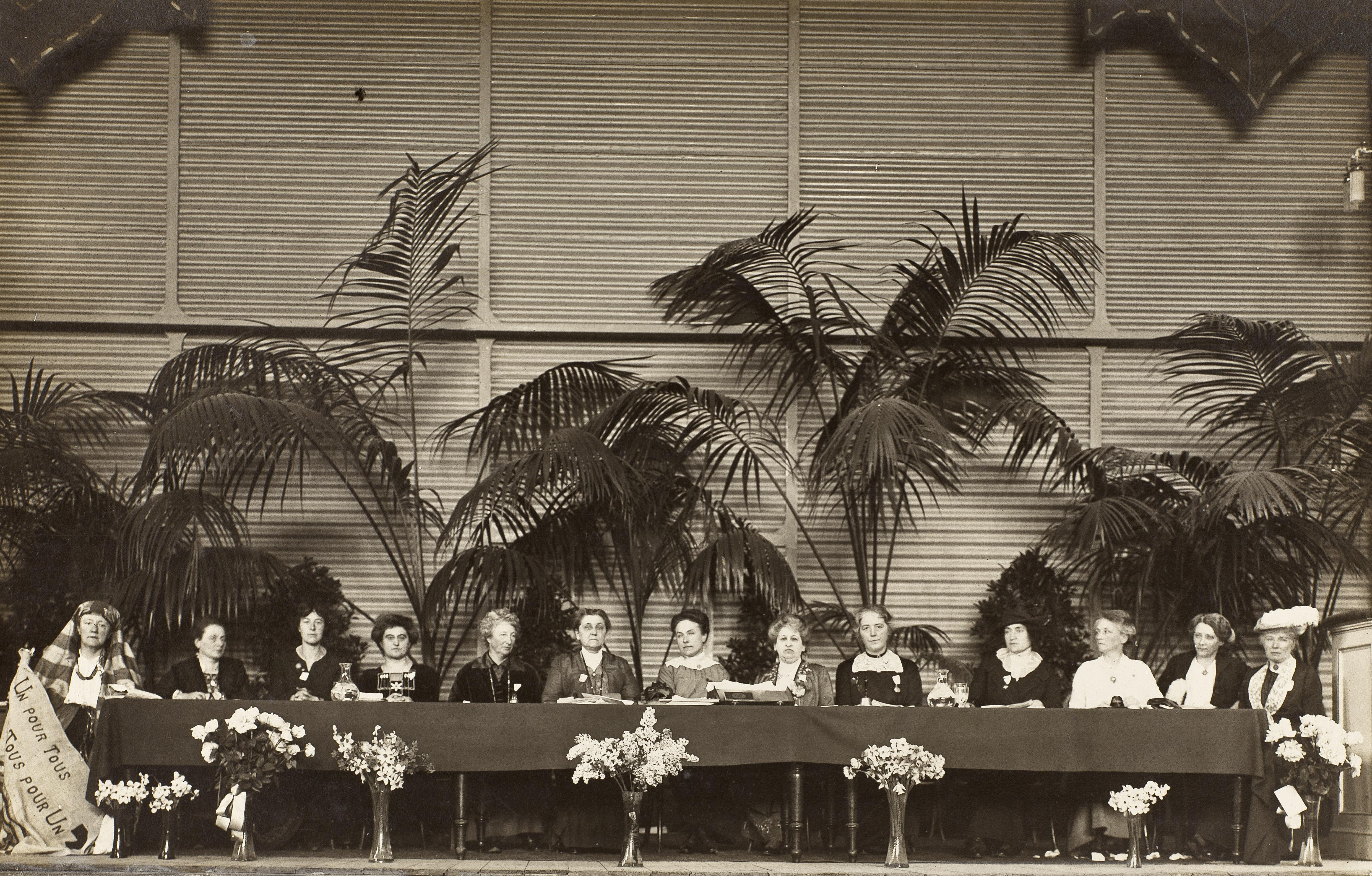
International Congress of Women 1915 in Den Haag. 6. von rechts: Aletta Jacobs

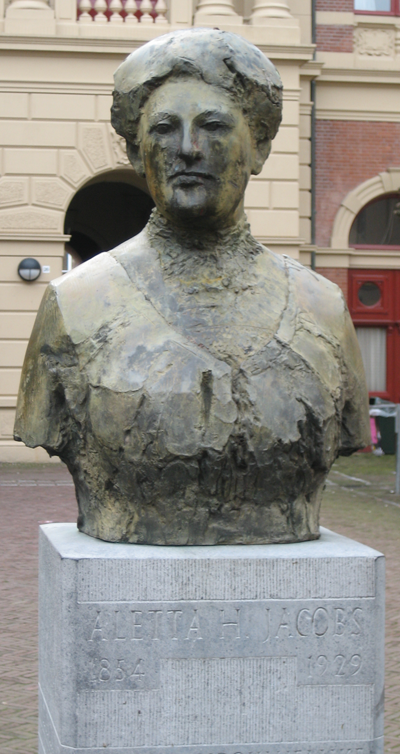
Statue von Aletta Jacobs vor der Reichsuniversität Groningen

Aletta Henriëtta Jacobs (* 9. Februar 1854 in Hoogezand-Sappemeer; † 10. August 1929 in Baarn) war eine niederländische Ärztin und Frauenrechtlerin. Sie war die erste Frau der Niederlande, die eine ärztliche Approbation erhielt. 1882 gründete sie die weltweit erste Klinik für Geburtenkontrolle.

## Leben
Aletta Jacobs setzte sich schon früh für eine höhere Schulbildung für Frauen ein. 1870 wurde ihr als erster Frau der Besuch eines Gymnasiums erlaubt, und ein Jahr später forderte sie von dem liberalen Minister Johan Rudolf Thorbecke die Zulassung zum Studium der Medizin an der Reichsuniversität Groningen, die ihr 1871 auch mit einer Probezeit von einem Jahr gewährt wurde. Noch auf seinem Sterbebett gab Thorbecke Jacobs die Erlaubnis, auch ihre Examina abzulegen. Nach erfolgreichem Bestehen ihrer Prüfungen 1877 und 1878 wurde sie die erste Ärztin der Niederlande und arbeitete nach ihrer Promotion ab 1879 als Hausärztin in Amsterdam. Aletta Jacobs war zwar nicht die erste niederländische Frau, die zu einem universitären Studium zugelassen wurde; dies war Anna Maria von Schürmann im 17. Jahrhundert. Diese musste den Vorlesungen allerdings noch hinter Gardinen folgen und schloss ihr Studium nicht ab.
In ihrer Praxis in Amsterdam hielt Aletta Jacobs neben ihren normalen Sprechstunden auch Kurse im Gebrauch von Pessaren zur Empfängnisverhütung und half Frauen der unteren Schichten unentgeltlich.
Neben ihrer Tätigkeit als Ärztin kämpfte sie für das Frauenwahlrecht und half 1894, die landesweite „Vereinigung für Frauenwahlrecht“ (Vereeniging voor Vrouwenkiesrecht) zu gründen, deren Vorsitzende sie ab 1903 war.
Während des Ersten Weltkrieges war sie 1915 Mitorganisatorin des Internationalen Frauenfriedenskongress, an dem weit über 1000 Frauen aus zwölf Ländern teilnahmen. Internationale Bekanntheit gewann sie auch mit ihrem Engagement beim „Weltbund für Frauenwahlrecht“.
Sie erlebte noch, dass 1917 in den Niederlanden das passive und 1919 das aktive Stimmrecht für Frauen eingeführt wurde.
Aletta Jacobs war mit dem Politiker Carel Victor Gerritsen (1850–1905) verheiratet.

## Auszeichnungen
Nach Aletta Jacobs wurde das „Institut für Frauengeschichte“ Aletta, instituut voor vrouwengeschiedenis benannt.
Unter dem Titel Aletta H. Jacobs Papers ist der Briefwechsel zwischen Aletta Jacobs und anderen Frauenrechtlerinnen von der UNESCO in die Liste des Weltdokumentenerbes aufgenommen worden.

## Schriften
- La FEMME et le feminisme. Collection de livres, periodiques etc. sur la condition sociale de la femme et le mouvement feministe. Faisant partie de la bibliotheque de M. et Mme, C. V. Gerritsen (Aletta H. Jacobs) a Amsterdam, Paris 1900
- Aletta H. Jacobs, Herinneringen, Amsterdam Van Holkema & Warendorf. 1924
- Vrijzinnig-Democratische Bond. Gedenkboek 17 Maart 1901-1926. Bijdr. van o.a. Aletta H.Jacobs en P.J.Oud, 's-Gravenhage 1926
- "er is nog zoveel te doen op de wereld". Brieven van Aletta H. Jacobs aan de familie Broese van Groenou, Zutphen 1992